# 鈴木商店的當家娘

《鈴木商店の當家娘》（お家さん(おいえさん)，直譯：女當家），為日本女作家玉岡薰2007年11月出版的日本小説。該小說以真實存在的「鈴木商店」為創作主軸，敘述女老闆鈴木米（結婚前姓西田，1852年－1938年）與丈夫鈴木岩治郎（1837年8月17日－1894年6月16日）於神戶白手起家辛苦創業，之後的金子直吉（1866年7月24日－1944年2月27日）在女老闆的託付下，讓「鈴木商店」成為風光一時的知名大企業的歷程。時間橫跨明治至昭和年間。

## 電視劇
2014年5月9日由讀賣電視台改編為單集特別劇，由天海祐希、生瀨勝久、小栗旬及相武紗季主演。台灣緯來日本台播出時間為2014年7月5日，劇名改為《日本第一女社長》。

## 劇情概要
「鈴木商店」的女當家阿米，從砂糖批發商開始做起，深知要讓生意做大，優秀人才、各方關係及誠信經營是必要條件，她以這樣的做法取得當時為日本殖民地的台灣樟腦銷售權，跨足國際事業，讓「鈴木商店」成為當時赫赫有名的大企業。1923年（大正12年）的東京大地震後陷入經濟蕭條，於1927年（昭和2年）倒閉。1928年子公司改組，鈴木商店商業部門改為日商株式會社，「鈴木商店」自此成為歷史名詞…

## 登場人物
- 鈴木米（日语：鈴木よね）：天海祐希[3][4]（香港配音：黃玉娟）
- 鈴木岩治郎（日语：鈴木岩治郎）：生瀨勝久（香港配音：李錦綸）
- 金子直吉（日语：金子直吉）：小栗旬（香港配音：黃啟昌）
- 千：相武紗季（香港配音：鄭麗麗）
- 石：泉平子
- 珠喜：黒川智花（香港配音：何璐怡）
- 田川萬作：大和田健介（日语：大和田健介）（香港配音：曹啟謙）
- 西田仲右衛門：西村雅彥（香港配音：朱子聰）
- 後藤新平：伊東四朗（日语：伊東四朗）（香港配音：譚炳文）
- 本村勉：松重豐（香港配音：陳欣）
- 其他演員：梅澤富美男、豬野學、窪塚俊介（日语：窪塚俊介）、長手絢香、白洲迅、戶塚純貴、森圭吾、澤田誠志、杉本泰鄉、團遙香、野口雅弘、原田千枝子（日语：原田千枝子）、濱近高德、吉田智則、佐藤泰文、中島莊太、小井手強次、山本隆博、岡武史、瀨戶利樹、黑田博之、西嶋一八、森遙野、小山颯、小林颯、立野海修、石井凜太郎、宮澤大地、Hatimitu voice☆知展、松之井綾　等
- 旁白：廣瀨修子（香港配音：陸惠玲）

## 製作團隊
- 原作：玉岡薰
- 劇本：淺野妙子
- 導演：渡邊孝好
- 音樂：澤田完
- 拍攝協助：北九州影視委員會、北九州市舊門司三井倶樂部、小笠原伯爵邸、江戶歷史公園、西日本工業倶樂部、松山－小倉藍色公路、藤壺自動車工業　等
- 特效及電腦繪圖：PICTURE ELEMENT
- 資料協助：Getty Images、aflo、台灣協會、日本放送協會
- 動作指導：大道寺俊典
- 技術協助：FORTUNE
- 美術協助：TV Asahi Create
- 音響效果：Media house sound design
- 攝影棚：角川大映攝影棚
- 番宣：竹村麻美（ytv）、折原加奈（ytv）
- 網頁：服部類（ytv）
- 總製作人：堀口良則（ytv）
- 製作人：中間利彥（ytv）、霜田一壽、角田正子
- 製作協助：The Works
- 製作出品：讀賣電視台

## 舞台劇
改編舞台劇的主角鈴木米由資深演員竹下景子飾演。2014年2月21日－23日於兵庫縣立藝術文化中心及兵庫縣立皮科洛劇團（Piccolo）演。

## 外部連結
- 讀賣電視台官方網站 （页面存档备份，存于）（日語）
- 緯來日本台官方網站 （页面存档备份，存于）（繁體中文）
- YouTube上的鈴木商店

## 節目的變遷
| 緯來日本台 週六 21:00 | 緯來日本台 週六 21:00            | 緯來日本台 週六 21:00 |
| --------------------- | -------------------------------- | --------------------- |
|                       | 日本第一女社長 （2014年7月5日）  |                       |
| 女人要看的事          | 派遣家政婦2014 （2014年7月12日） |                       |

| 香港 TVB日劇台 星期日 15:30 - 17:25、19:30 - 21:30及23:30 - 01:30 | 香港 TVB日劇台 星期日 15:30 - 17:25、19:30 - 21:30及23:30 - 01:30 | 香港 TVB日劇台 星期日 15:30 - 17:25、19:30 - 21:30及23:30 - 01:30 |
| ----------------------------------------------------------------- | ----------------------------------------------------------------- | ----------------------------------------------------------------- |
|                                                                   | 一代女當家 （2015年6月21日）                                      |                                                                   |
| （2015年5月10日） （2015年5月17日－6月14日）                      | （2015年6月28日）                                                 |                                                                   |